# Donald I
Donald I, Donald MacAlpin (ur. ok. 812, zm. 13 kwietnia 862) – król Alby (Szkocji) 858–862.

## Życiorys
Był młodszym synem króla Dalriady Alpina II. Objął władzę nad Piktami i Szkotami po swoim bracie Kennecie MacAlpinie. Ustanowił zbiór praw i zasad (tzw. prawa Aeda), które kodyfikowały m.in. tradycyjny zwyczaj wyboru następcy naczelnika czy króla spośród członków klanu (tanistry) jeszcze za życia króla. W taki sposób został wybrany następca Donalda I, jego bratanek, Konstantyn I. Zwyczaj tanistry w szkockiej rodzinie panującej przetrwał aż do czasów króla Malcolma II w XI w.
Donald MacAlpin nie był żonaty i nie pozostawił potomków; zmarł w 862 r. lecz nie są znane okoliczności jego śmierci oraz miejsce pochówku.